# 15 Dywizja Strzelców (RFSRR)
15 Dywizja Strzelców – związek taktyczny piechoty Armii Czerwonej okresu wojny polsko-bolszewickiej. Od lutego 1920 wchodziła w skład 14 Armii.

## Struktura organizacyjna
Stan na dzień 25 kwietnia 1920
dowództwo dywizji
- 45 Brygada Strzelców
  - 133 pułk strzelców
  - 134 pułk strzelców
  - 135 pułk strzelców